# Atlantis (Stephen King)
Atlantis (im englischen Original Hearts in Atlantis) ist eine Novellensammlung von Stephen King aus dem Jahr 1999. Der Titel des Originals leitet sich zum einen ab von der Folkballade Atlantis des Musikers Donovan, zum anderen von dem Kartenspiel „Hearts“. Durch den deutschen Hang zu Einwortübersetzungen bei King-Titeln wurde nur das Wort Atlantis übernommen.

## Handlung
Das Buch ist eine Zusammenstellung von fünf Novellen. King befasst sich vorwiegend mit dem Lebensgefühl der 60er Jahre, vor allem der Studentenbewegung und den Auswirkungen der Beteiligung der Vereinigten Staaten am Vietnamkrieg. Der zeitliche Rahmen des Buchs erstreckt sich von 1960 bis 1999.

### Niedere Männer in gelben Mänteln(engl.Low Men in Yellow Coats)
1960: Diese bei weitem umfangreichste Episode handelt von dem elfjährigen Bobby Garfield. Sein Vater, der vor Jahren starb, hat angeblich nichts als Schulden hinterlassen, seine Mutter, die als Sekretärin in einer Maklerei arbeitet, liebt ihn im Grunde nicht. Der neue Mieter, ein älterer Mann namens Ted Brautigan, fördert Bobbys Interesse für Bücher und bietet ihm eine Arbeit an, um sein Taschengeld aufzubessern: Bobby soll ihm aus der Zeitung vorlesen, da Ted zunehmend schlechter sieht. Doch ist dies eher ein Vorwand, tatsächlich soll Bobby für Ted nach „niederen Männern“ Ausschau halten, vor denen Ted auf der Flucht ist. An dieser Stelle zeigen sich die Bezüge zum Romanzyklus Der dunkle Turm, denn Ted ist einer der Brecher, die daran arbeiten müssen, die Balken zu zerstören, die den Turm stützen.
Bobby liebt Ted, der schnell zu einem Vaterersatz wird, fürchtet jedoch um dessen geistige Gesundheit. Dennoch scheinen die Zeichen, vor denen Ted gewarnt hat, vermehrt sichtbar zu werden – Bobby aber weigert sich, dies zu glauben. Mehr und mehr begreift Bobby, dass Ted recht hat und etwas Besonderes ist, da er die Gabe zu haben scheint, Gedanken zu lesen, eine Gabe, die er durch Berührung zeitweise weitergeben kann. Während sich die Beziehung zwischen Ted und Bobby vertieft und der alte Mann ihn immer mehr in das Reich der Literatur einführt, verliebt Bobby sich in das Nachbarmädchen Carol Gerber und erlebt seinen ersten Kuss. Als John Sullivan, sein bester Freund, in einem Feriencamp ist, überschlagen sich die Ereignisse. Ted fühlt die Nähe der niederen Männer und macht sich bereit, weiterzuziehen. Bobbys Mutter wird von ihrem Vorgesetzten und mehreren Kollegen auf einer Dienstreise vergewaltigt. Carol wird von einer Gruppe älterer Schüler einer katholischen Gemeindeschule (unter ihnen Willie Shearman) zusammengeschlagen, und Bobby trägt sie unter fast übermenschlicher Anstrengung zu sich nach Hause. Als Ted ihr die Schulter einrenkt, werden sie von Bobbys Mutter überrascht, die glaubt, Ted habe sich sexuell an dem Mädchen vergangen. Sie alarmiert trotz Bobbys Beteuerungen die niederen Männer, und nach einem vergeblichen Versuch, Ted zu warnen, muss Bobby miterleben, wie sie Ted mit sich nehmen. Bobby kann seiner Mutter und sich selbst nicht verzeihen und verliert sich immer mehr in Kleinkriminalität.

### Herzen in Atlantis(engl.:Hearts in Atlantis)
Die zweite Geschichte ist aus der Ich-Perspektive des Studenten Pete Riley geschrieben, der in keiner der anderen Novellen vorkommt. Riley beschreibt seine Probleme im Winter 1966/67, als ihm das Kartenspiel „Hearts“ (nahezu alle in seinem Wohnheim sind süchtig danach) beinahe zum Verhängnis wird. Der Verlust seines Stipendiums hätte unweigerlich die Einberufung zum Militärdienst bedeutet. Pete wird gefühlsmäßig immer mehr von der Friedensbewegung gegen den Vietnamkrieg angezogen. Eine Schlüsselfigur hierbei ist Carol Gerber, die Sandkastenliebe von Bobby Garfield und werdende politische Aktivistin und Terroristin, in die Riley sich verliebt.

### Blind Willie(engl.:Blind Willie)
1983: Willie Shearman, der früher in derselben Kleinstadt wie Bobby, Sully und Carol zur Schule ging, tut täglich eine Art Buße. Nach außen hin Geschäftsmann, verkleidet er sich tagsüber als blinder, mittelloser Vietnamveteran und erbettelt täglich vor der New Yorker St. Patricks-Kathedrale tausende von Dollars, die er dann wiederum zum großen Teil in Opferstöcke wirft. Willie tut Buße für den Überfall auf Carol, aber auch für seine Rolle im Vietnamkrieg – dies geht so weit, dass er jeden Tag für einige Zeit eine psychogene Blindheit herbeiführen kann. Der Polizist des Bezirks, der Schutzgeld von Willie erpresst, wird zunehmend misstrauisch. Daraufhin schmiedet Willie Pläne, den Polizisten zu beseitigen; ob er sie durchführt, bleibt offen.
Eine frühere und ganz andere Version von Blind Willie wurde von King bereits 1994 veröffentlicht.

### Warum wir in Vietnam sind(engl.Why we're in Vietnam)
Etwa 30 Jahre nachdem der Vietnamkrieg für den Soldaten John Sullivan zu Ende ist, besucht er die Beerdigung seines Kampfgefährten Pagano. Auf dem Rückweg bleibt John im Stau stecken und durchlebt die für ihn schlimmsten Ereignisse des Krieges zum wiederholten Mal. Er ist durch den Krieg traumatisiert und wird seither von der Erscheinung einer alten vietnamesischen Frau heimgesucht, die vor seinen Augen getötet wurde. Als er aus dem Auto steigt, um frische Luft zu schnappen, gerät er in einen Hagel vom Himmel fallender Objekte: Telefone, ein Piano, gar ein ganzer Swimmingpool begraben Menschen und Autos unter sich – doch dies ist lediglich Johns letzte Vision, als er einen Herzinfarkt erleidet. In seinem Schoß findet man Bobby Garfields alten Baseballhandschuh.

### Heavenly Shades of Night Are Falling
1999: Nach Johns Tod kommt Bobby Garfield zur Beerdigung in seine Heimatstadt zurück, wo er die tot geglaubte Carol Gerber wieder trifft. Ted Brautigan schickt den beiden (offenbar aus einer anderen Zeit oder Dimension) ein Päckchen mit Bobbys Baseballhandschuh und einer Botschaft.

## Hörbuch
Im englischen Original ist das Buch als Hörbuch erhältlich, vorgelesen von William Hurt (Episoden 1, 4 und 5) und Stephen King selbst.

## Verfilmung
Der Film Hearts in Atlantis aus dem Jahr 2001 mit Anthony Hopkins als Ted Brautigan basiert lediglich lose auf der ersten Novelle Low Men in Yellow Coats. Sämtliche Anspielungen auf den Dunklen Turm wurden dabei gestrichen.

## Kritiken
Kirkus Review bezeichnete den Roman seinerzeit als Werk eines wahrhaft gereiften Stephen King, das eine literarische Auszeichnung verdiene, und als „sein Meisterstück“. Zwar enthält das Buch übersinnliche Elemente, es überwiegt jedoch das Menschliche und die Faszination einer noch nicht lange zurückliegenden Zeit. Keineswegs kann Atlantis als Horrorroman bezeichnet werden.